# Nonnus rufus
Nonnus rufus är en stekelart som först beskrevs av Otto Schmiedeknecht 1908.  Nonnus rufus ingår i släktet Nonnus och familjen brokparasitsteklar. Inga underarter finns listade i Catalogue of Life.